# Жёлтые цветы на зелёной траве
«Жёлтые цветы на зелёной траве» (вьет. Tôi thấy hoa vàng trên cỏ xanh; дословный перевод: «Я видел жёлтые цветы на зелёных травах») — вьетнамский драматический фильм, снятый Виктором Ву по одноимённому роману Нгуен Нят Аня. Премьера во Вьетнаме состоялась 2 октября 2015 года. 

## Сюжет
Фильм рассказывает о взрослении 12-летнего мальчика Тхиеу в небольшой вьетнамской деревушке в конце 1980-х годов.
Тхиеу нравится соседская девочка Ман, но у него не получается сказать ей о своей серьёзной любви, так как она ещё слишком маленькая. Тхиеу постоянно видит, как у его младшего, но более смелого братца Тыонга легко получается общаться со своей сверстницей Ман, и Тхиеу начинает завидовать Тыонгу. Однажды, неправильно поняв одну случайно подслушанную фразу братца, в порыве зависти и злости Тхиеу ударяет его палкой по спине. Тхиеу тут-же понимает, что ошибся, но уже слишком поздно — у младшего братца повреждён позвоночник, и, судя по всему, он никогда уже не сможет ходить. Муки вины, раскаяния и жалости к ни в чём не повинному младшему братцу охватывают Тхиеу...

## В ролях
| Актёр               | Роль                |
| ------------------- | ------------------- |
| Тхинь Винь          | Тхиеу               |
| Чонг Кханг          | Тыонг               |
| Тхань Ми            | Ман                 |
| Ми Ань              | «принцесса» Ни      |
| Ле Винь             | отец Тхиеу и Тыонга |
| Чыонг Ты Лиен       | мать Тхиеу и Тыонга |
| Нгуен Ань Ту        | дядя Дан            |
| Май Чан             | «король» Там        |
| Жаивее Май Тхе Хиеп | учитель Нян         |
| Кхань Хиен          | сестра Винь         |

## Награды и номинации
- В 2015 году — главный приз в номинации «за лучший полнометражный фильм» на Международном кинофестивале «Шёлковый путь» (Фучжоу, Китай)[4][5].
- В 2015 году — «Золотой Лотос» на 19-м Вьетнамском кинофестивале в Хошимине[6].
- В 2016 году — приз детского жюри (категория 11—13 лет) в номинации «за лучший полнометражный фильм» на TIFF Kids Award Winners на Международном кинофестивале в Торонто[7].
- В 2016 году — приз «Серебряный воздушный змей» в категории «кинофильмы» на церемонии вручения кинонаград национальной кинопремии Вьетнама «Золотой воздушный змей 2015»[8].
- В 2016 году — главный приз жюри «Бронзовый барабан» в номинации «за лучший полнометражный фильм» на 9-м Международном вьетнамском кинофестивале «Вьетфильмфест» в Ориндже (Калифорния, США)[9].
- В 2016 году — особая похвала жюри за полнометражный фильм на 4-м Международном кинофестивале в Ханое[10].
- В 2016 году — фильм был выдвинут Вьетнамом на премию «Оскар» за лучший фильм на иностранном языке[11], но в номинанты не прошёл.